# Dudu Mkhize
Dudu Mkhize, auch Duduzile Mkhize, ist eine Schauspielerin.

## Leben
Mkhize spielte die Nandi, Shakas Mutter, in der Drama- und Historienserie Shaka Zulu von William C. Faure aus dem Jahr 1986. Danach trat sie nur noch als Kinya in Alejandro Sessas Action-Fantasyfilm Stormquest (1987), als Elizabeth Mekana in Darrell Roodts Horrordrama City of Blood (1987) und als Dr. Glennis in Jeffrey Obrows Horrorthriller Twilight (1991) in Erscheinung.

## Filmografie
- 1986: Shaka Zulu (Fernsehserie, 10 Folgen)
- 1987: Stormquest
- 1987: City of Blood
- 1991: Twilight (Servants of Twilight)